# 曽根 (新潟市)
曽根（そね）は、新潟県新潟市西蒲区の大字。郵便番号は959-0422。

## 概要
1889年（明治22年）から現在までの大字。西川下流右岸に位置する。もとは室町時代から1889年（明治22年）まであった曽根村の区域の一部で、1463年（寛正4年）に記録が残されている。

### 隣接する町字
北から東回り順に、以下の町字と隣接する。
- 善光寺
- 桑山
- 旗屋

※新川を挟んで善光寺村受、横戸と隣接。西川を挟んで魲と隣接。

## 歴史
- 1889年（明治22年）4月1日 : 合併により曽根村の大字となる。
- 1930年（昭和5年）12月1日 : 曽根村が町制を施行し、曽根町の大字となる。
- 1955年（昭和30年）3月31日 : 合併により西川町の大字となる。
- 1961年（昭和36年）6月10日 : 合併により西川町の大字となる。
- 2005年（平成17年）3月21日 : 合併により新潟市の大字となる。
- 2007年（平成19年）4月1日 : 新潟市の政令指定都市移行により、西蒲区の大字となる。

## 世帯数と人口
2018年（平成30年）1月31日現在の世帯数と人口は以下の通りである。
| 大字 | 世帯数  | 人口    |
| ---- | ------- | ------- |
| 曽根 | 668世帯 | 1,847人 |

## 小・中学校の学区
市立小・中学校に通う場合、学区は以下の通りとなる。
| 番地 | 小学校             | 中学校             |
| ---- | ------------------ | ------------------ |
| 全域 | 新潟市立曽根小学校 | 新潟市立西川中学校 |

## 主な企業・施設
- 新潟市立西川図書館
- 新潟市立曽根小学校
- 新潟市立西川中学校
- 第四北越銀行 西川支店

## 交通

### 道路
- 国道116号
- 新潟県道46号新潟中央環状線
- 新潟県道66号白根西川巻線
- 新潟県道374号五千石巻新潟線